# ورمانت (ایندیانا)
ورمانت، ایندیانا (به انگلیسی: Vermont, Indiana) یک منطقهٔ مسکونی در ایالات متحده آمریکا است که در شهرستان هوارد، ایندیانا واقع شده‌است.

## خصوصیات
ورمانت ۲۵۲٫۹۹ متر بالاتر از سطح دریا واقع شده‌است.